# Station Rogoźnica
Station Rogoźnica is een spoorwegstation in de Poolse plaats Rogoźnica.